# Saint-Ciers-sur-Bonnieure
Saint-Ciers-sur-Bonnieure település Franciaországban, Charente megyében. Lakosainak száma 313 fő (2022. január 1.). Saint-Ciers-sur-Bonnieure Mouton, Nanclars, Puyréaux, Saint-Front és Val-de-Bonnieure községekkel határos.

## Népesség
A település népessége az elmúlt években az alábbi módon változott:
| Lakosok száma | 271  | 256  | 240  | 288  | 313  | 328  | 334  | 333  | 327  | 313  |
|               | 1968 | 1982 | 1990 | 2006 | 2013 | 2015 | 2017 | 2019 | 2020 | 2022 |